# Aigues-Mortes
Aigues-Mortes /ɛɡˈmɔʁt/ (in occitano Aigas Mòrtas, in italiano antico Acque Morte) è un comune francese di 8 685 abitanti situato nel dipartimento del Gard, nella regione dell'Occitania. I suoi abitanti sono chiamati aiguemortais.

## Geografia fisica
Aigues-Mortes dista circa 35 km da Nîmes e 30 km da Montpellier. Il territorio del comune è costituito in parte da una pianura umida e dagli stagni della Camargue; è separato dal Golfo del Leone dal territorio del comune di Le Grau-du-Roi ed è collegato al mare dal canale detto appunto Grau-du-Roi.

## Origini del nome
Il nome di Aigues-Mortes deriva dalle paludi e dagli stagni che si trovano tutto intorno al comune (dal latino Aquae Mortuae attraverso l'occitano Aigues Mortes; in entrambe le lingue l'espressione si traduce con "acque morte"). Il toponimo viene più volte riportato da Ludovico Ariosto nell'Orlando furioso come Lito d'Acquamorta.

## Storia
In origine gli abitanti vivevano di pesca e caccia e della produzione del sale, ricavato da numerose piccole paludi salate situate lungo la riva del mare. Nel Medioevo tutta la regione era sotto il controllo dei monaci dell'abbazia di Psalmodie. Nel 1240 Luigi IX di Francia, con l'obiettivo di ottenere per il suo regno uno sbocco sul Mediterraneo, ottenne dall'abbazia, grazie a uno scambio, il controllo del villaggio e delle terre circostanti; insieme ottenne anche il controllo delle imposte sulla produzione del sale.
Luigi IX fece costruire una strada di accesso tra le paludi e una torre, la Tour Carbonnière, con funzioni di vedetta e di controllo di accesso al villaggio. In seguito, tra il 1242 e il 1248, fece costruire una torre di maggiori dimensioni, la torre di Costanza (tour Constance), e un castello, oggi scomparso, sulle rovine dell'antica torre Metafère, con lo scopo di proteggere la città e il suo nascente porto e di alloggiare la guarnigione. I lavori vennero affidati al deposto capitano del popolo di Genova Guglielmo Boccanegra, che nella città era già stato console ed era destinato a divenirne amministratore per conto del re e nella quale aveva diversi interessi economici, e al connazionale di lui, Andrea Cominelli.
Nel 1272 Filippo, figlio e successore di Luigi IX, fece erigere una cinta fortificata intorno alla città. I lavori di costruzione della cinta terminarono 30 anni dopo. Fu dal porto di Aigues-Mortes che Luigi IX salpò due volte per partecipare alla settima crociata, nel 1248, e alla ottava crociata, nel 1270, su flotte interamente armate dai genovesi. Da questi fatti deriva la credenza popolare che in epoca medievale Aigues-Mortes fosse direttamente sul mare. In effetti il porto, oggi parzialmente interrato, si trovava nello stagno della Marette ed era collegato al mare dal Canal-Viel.
Nel 1481, con la riunificazione della Provenza con il regno di Francia, la città perse la sua importanza come sbocco sul mare e il suo porto fu surclassato da quello di Marsiglia. Nel 1538 fu sede dell'incontro tra l'imperatore Carlo V e Francesco I, re di Francia. Nel 1685, dopo la revoca dell'Editto di Nantes, il complesso della torre di Costanza e delle mura di Aigues-Mortes divenne una grande prigione per gli ugonotti.

### Il massacro di Aigues-Mortes
Nell'agosto del 1893 Aigues-Mortes fu teatro di uno scontro tra operai francesi e italiani, tutti impiegati nelle saline di Peccais, che ben presto degenerò in un vero e proprio pogrom contro gli italiani. Il numero finale delle vittime non fu mai accertato con sicurezza; si va da un minimo di 9 morti, secondo le stime ufficiali riportate dalla stampa francese, alle 50 vittime di cui parlò il Times di Londra. Altre fonti riportano un numero molto più elevato. Secondo alcune fonti si arriva a 400 vittime. La tensione che ne seguì fece sfiorare la guerra tra i due paesi.

### Simboli
Lo stemma è stato attribuito al comune dall'ufficiale araldico d'Hozier il 26 aprile 1697 poiché all'epoca san Martino di Tours era il protettore dei sovrani di Francia.

## Monumenti e luoghi d'interesse

### La chiesa diNotre Dame des Sablons

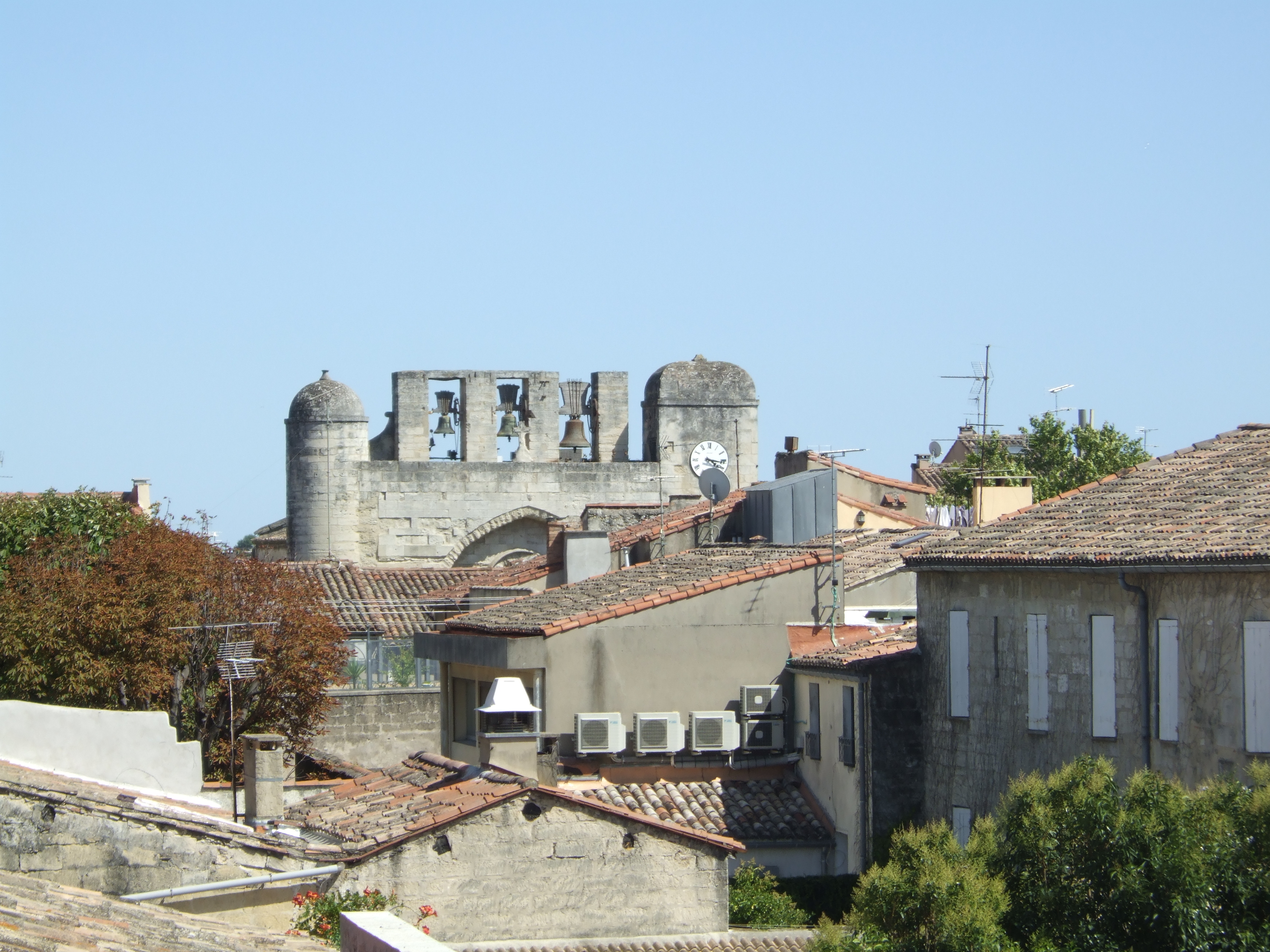
Campanile a vela della chiesa di Notre-Dame-des-Sablons

Il monumento più importante, e certamente più vecchio della città, è la chiesa di Notre Dame des Sablons (Nostra Signora delle Sabbie), in riferimento alle paludi sabbiose della zona che fu testimone principale dell'imbarco di san Luigi per le due crociate. La prima chiesa, fatta di legno e canne, era datata 1183; fu riedificata in pietra, in stile gotico ogivale, nel 1246. Subì numerose trasformazioni, venne saccheggiata dai protestanti nel 1575 e nel 1634 perse il campanile in seguito ad un crollo. Restaurata tra il 1738 e il 1744, venne chiusa durante la rivoluzione francese e adibita a caserma e deposito di sale. L'ultima opera di restauro risale agli anni sessanta. Le vetrate risalgono al 1991 e sono opera di Claude Viallat.

### La torre di Costanza

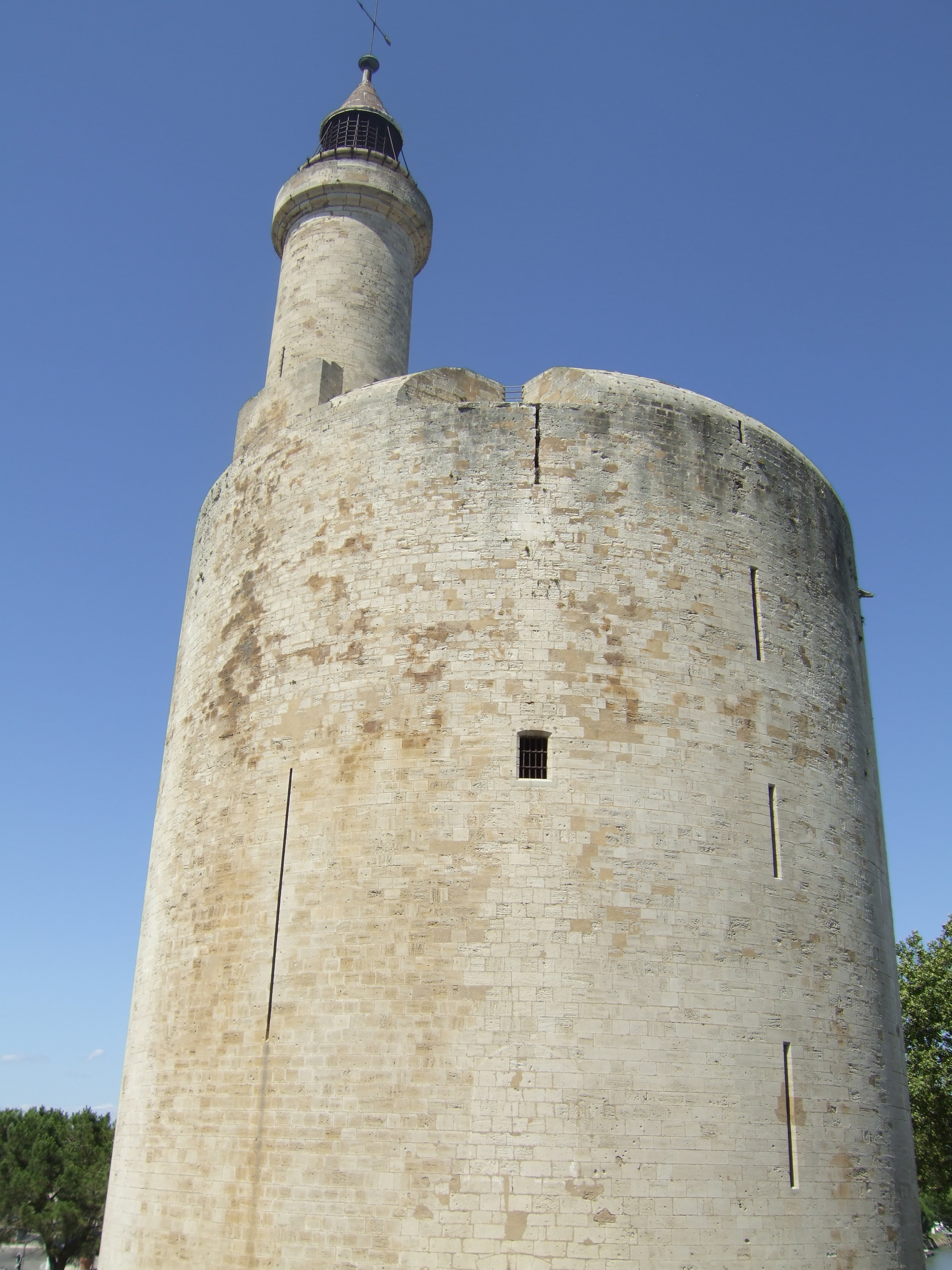
La torre di Costanza

Si tratta di un imponente mastio in muratura a sezione cilindrica, eretto nell'angolo nord-occidentale della città e terminato nel 1248. È costituito da un torrione cilindrico alto 30 metri e di diametro di 22, con pareti spesse sei metri, sormontato da una torretta alta 11 metri terminante a cuspide. Le sue fondamenta sono state poggiate su palafitte profonde che rimediano alla scarsa consistenza del terreno paludoso. La torre principale contiene all'interno due grosse sale sovrapposte dotate di soffitto ad ogiva. Nel XVII secolo fu adibita a prigione ove venivano rinchiusi gli ugonotti.

### Le mura
Nel 1268, per finanziare la costruzione delle mura, venne instaurata una tassa che prevedeva una percentuale in base alla quantità di merce importata. Alla morte di Luigi IX era solo stata tracciata una parte delle fondazioni. L'opera venne continuata dal figlio di Luigi IX, Filippo III, anche se i lavori furono interrotti durante la guerra contro il re di Aragona. Vennero ripresi da Filippo il bello nel 1285 e sul finire del XIV secolo la cinta muraria era terminata. La fortificazione di 1.634 metri è quasi un quadrilatero perfetto inframmezzato di torri e con sei porte. Il progetto dell'architetto Eudes de Montreuil alla sua morte venne terminato da Cominelli. Le fondazioni delle mura poggiano su piattaforme di legno fissate al terreno mediante pali di quercia. Una peculiarità sono i vari nidi di uccello che si possono trovare tra le fessure delle torri.

### Il porto
All'inizio del XV secolo vennero eseguiti importanti lavori di collegamento con il canale del Grau de la Croisette con il porto interno, sistemandolo nei dintorni della città, ma il ricongiungimento della Provenza alla corona di Francia, nel 1481, fece favorire Marsiglia quale sbocco francese più importante sul Mediterraneo, portando velocemente Aigues-Mortes al declino. Il Canale Henry, che permetteva il collegamento fluviale della città con il Rodano, venne chiuso. Solamente nel 1725 il canale venne riaperto con la costruzione del Canal du Rhone à Sète, terminato nel 1806.

## Società

### Evoluzione demografica
Abitanti censiti

## Economia

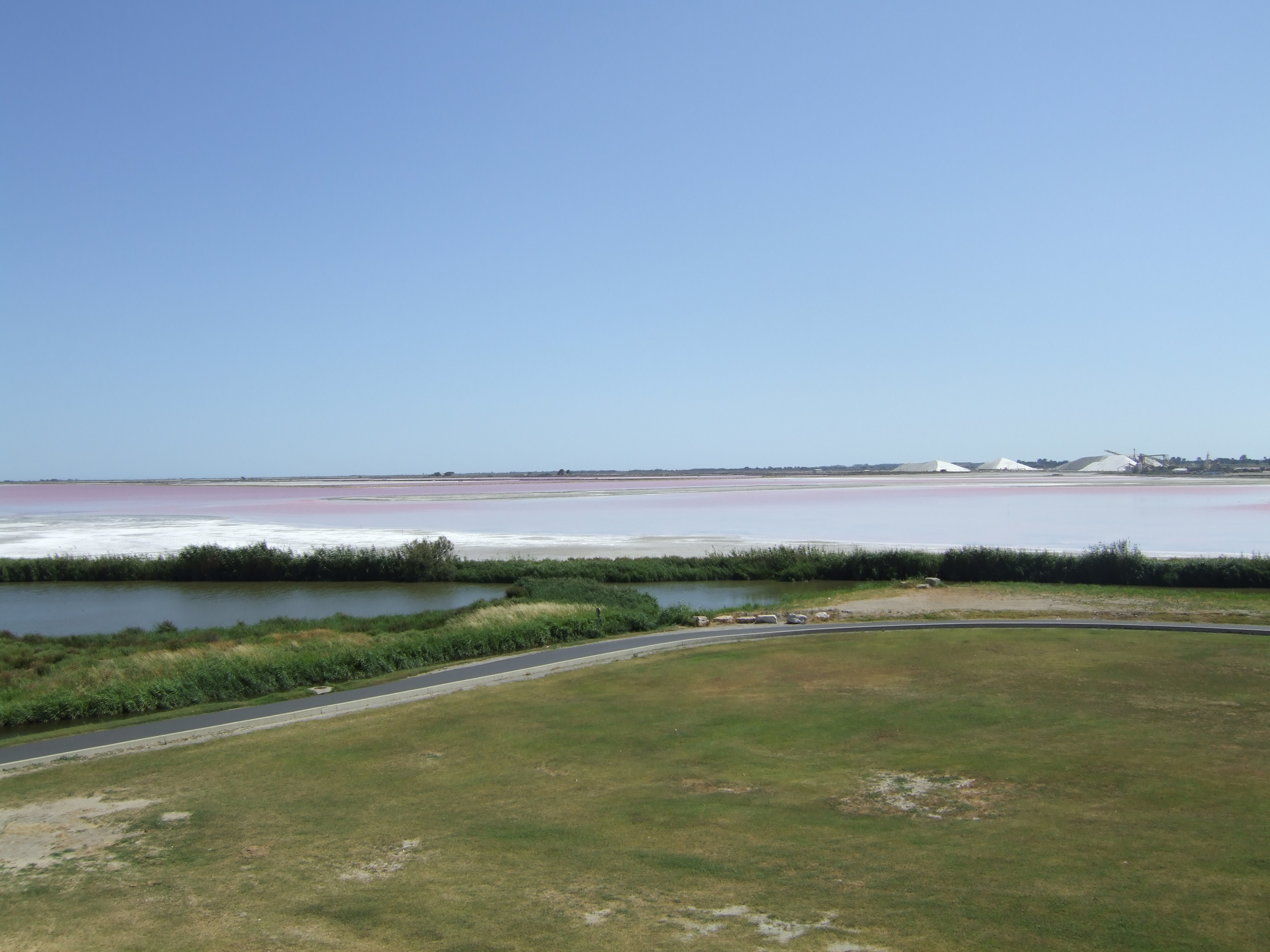
Le saline di Aigues-Mortes

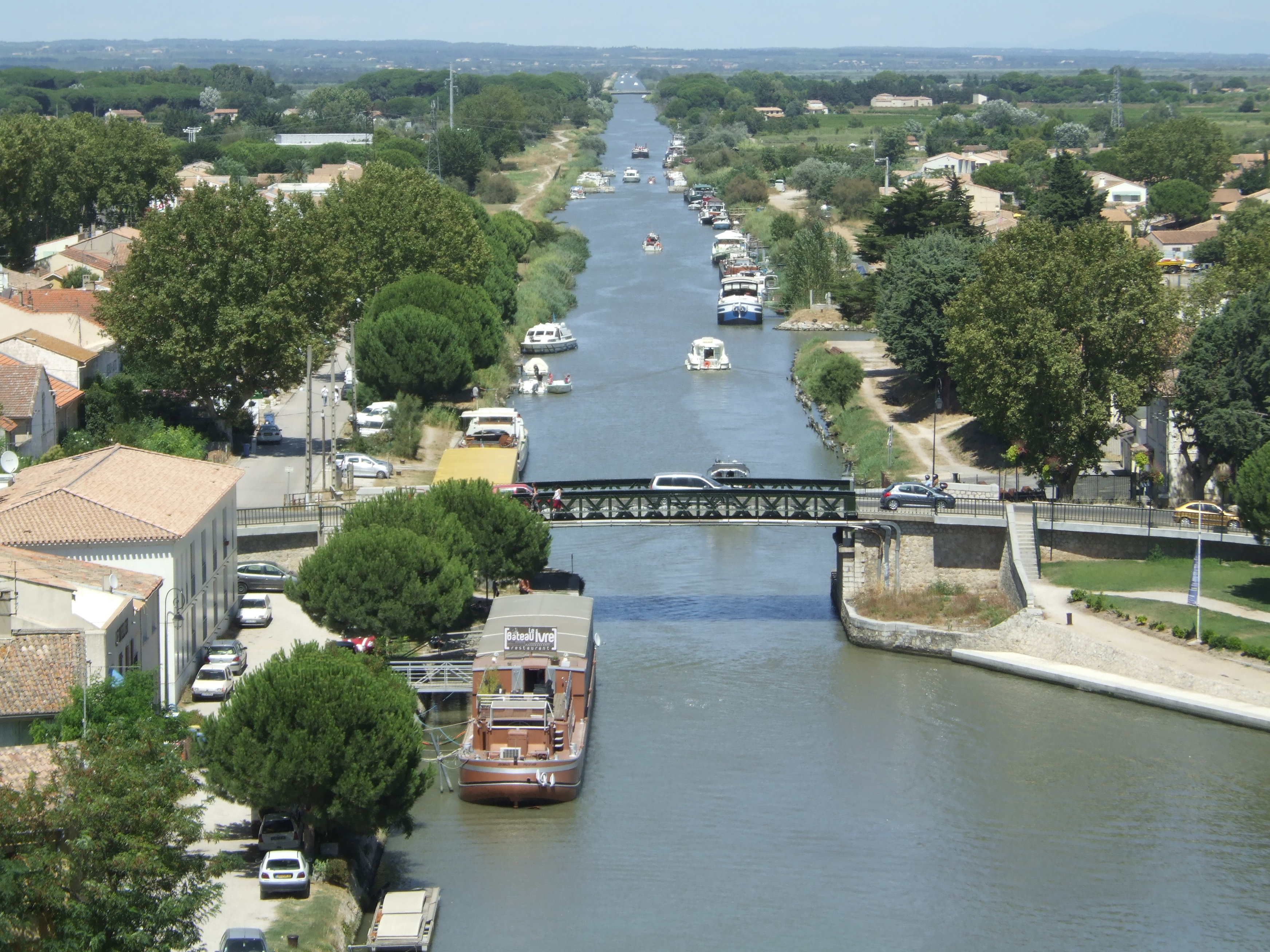
Canale di collegamento di Aigues-Mortes al Rodano

### Agricoltura
L'attività agricola si articola sulla coltivazione della vite e degli asparagi e sull'allevamento di bovini (tori) e cavalli.
La coltivazione intensiva della vite è piuttosto recente. Risale, infatti, al periodo intorno al 1875 quando, sui terreni circostanti la città, esenti dalla fillossera, parassita della vite che aveva decimato le coltivazioni francesi, venne creato un grande vigneto.
Il cavallo della Camargue è stato usato per secoli come cavallo da lavoro per i mandriani (gardians) che si occupano delle mandrie di bovini allevate allo stato semibrado nelle paludi. Secondo alcune scoperte di resti, sembrerebbe che questo cavallo possa essere fatto risalire al "cavallo di Solutré" (cavallo di Przewalski).

Il cavallo della Camargue non è molto grande, circa 1,5 metri al garrese. È molto resistente e adattabile. Il mantello è marrone alla nascita, per poi divenire bianco con il passare degli anni.

### Industria
La principale industria di Aigues-Mortes è legata alla produzione di sale marino. Alle porte della città sono presenti le Salins du Midi che, con le altre presenti in Camargue, rappresentano il primo centro di produzione della Francia. Le saline di Aigues-Mortes si estendono su una superficie di 9800 ettari: l'acqua del mare, dopo essere stata pompata, circola per un periodo di cinque mesi, concentrandosi progressivamente fino alla sua cristallizzazione in cumuli che possono raggiungere i 20 metri d'altezza e i 400 di lunghezza.

### Turismo
Avendo interamente conservato la cinta di mura medievali, Aigues-Mortes è un'importante meta turistica.
L'accesso automobilistico alla parte della città interna alle mura è strettamente regolamentato: tutti i punti di ingresso richiedono infatti il pagamento di un biglietto di ingresso oppure di un abbonamento. Questo fa sì che il traffico sia piuttosto ridotto.
Nelle sue vicinanze, a circa 10 km, si trova la grande spiaggia dell'Espiguette, meta balneare molto ambita.
La città è collegata al mare e al Rodano da canali navigabili.

## Infrastrutture e trasporti
Aigues-Mortes è servita da una propria stazione ferroviaria posta lungo la linea Saint-Césaire - Le Grau-du-Roi.

## Galleria d'immagini

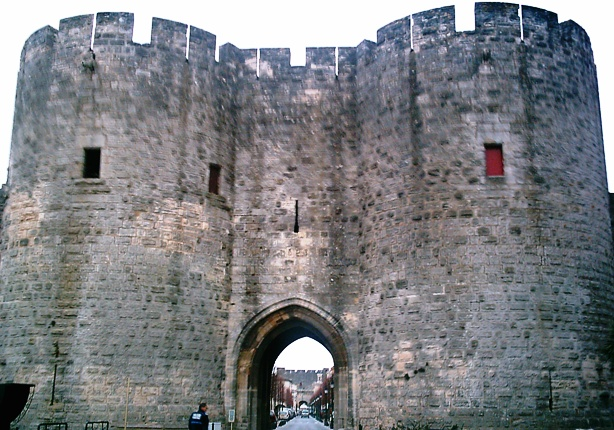
Le mura
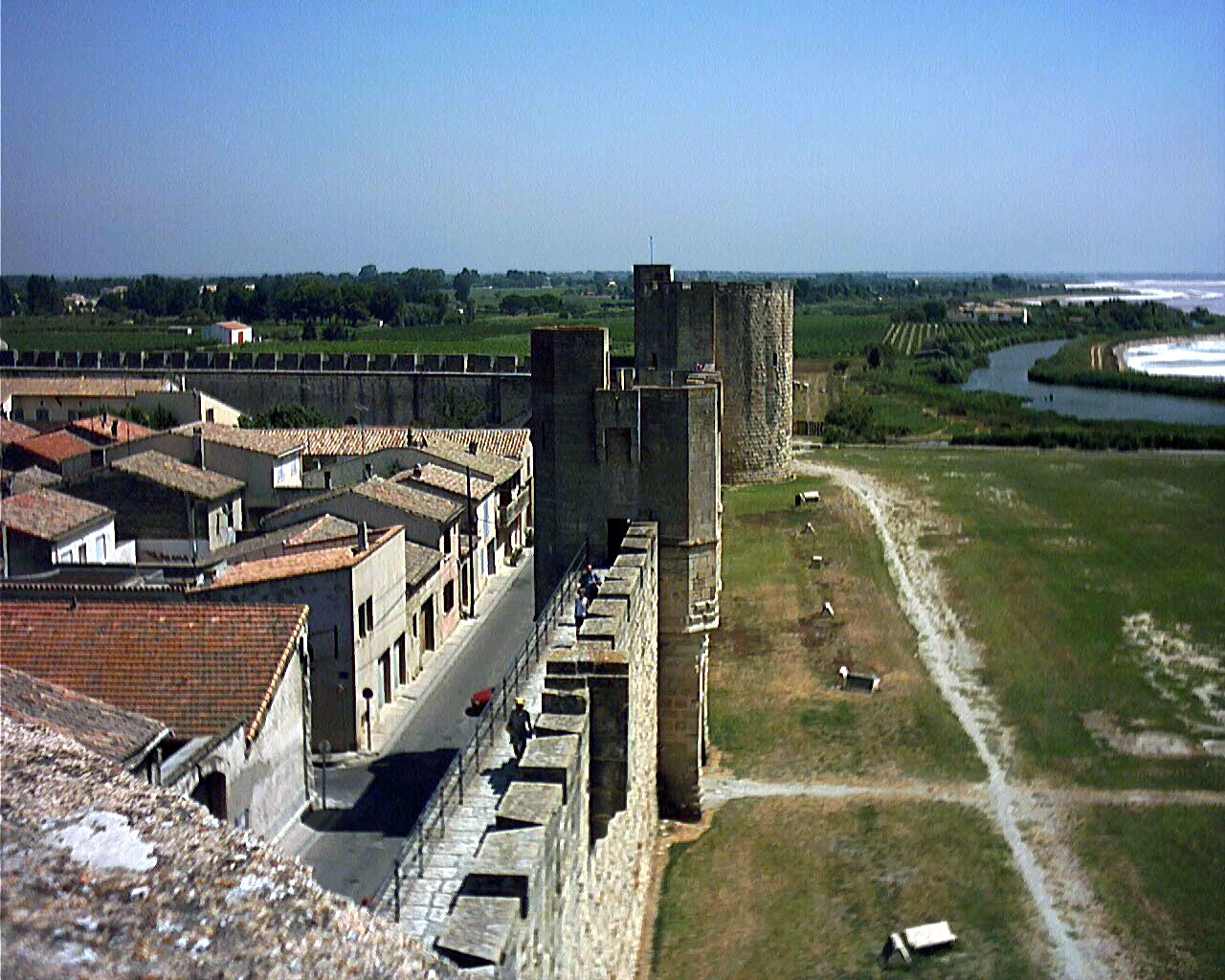
Vista dalle mura
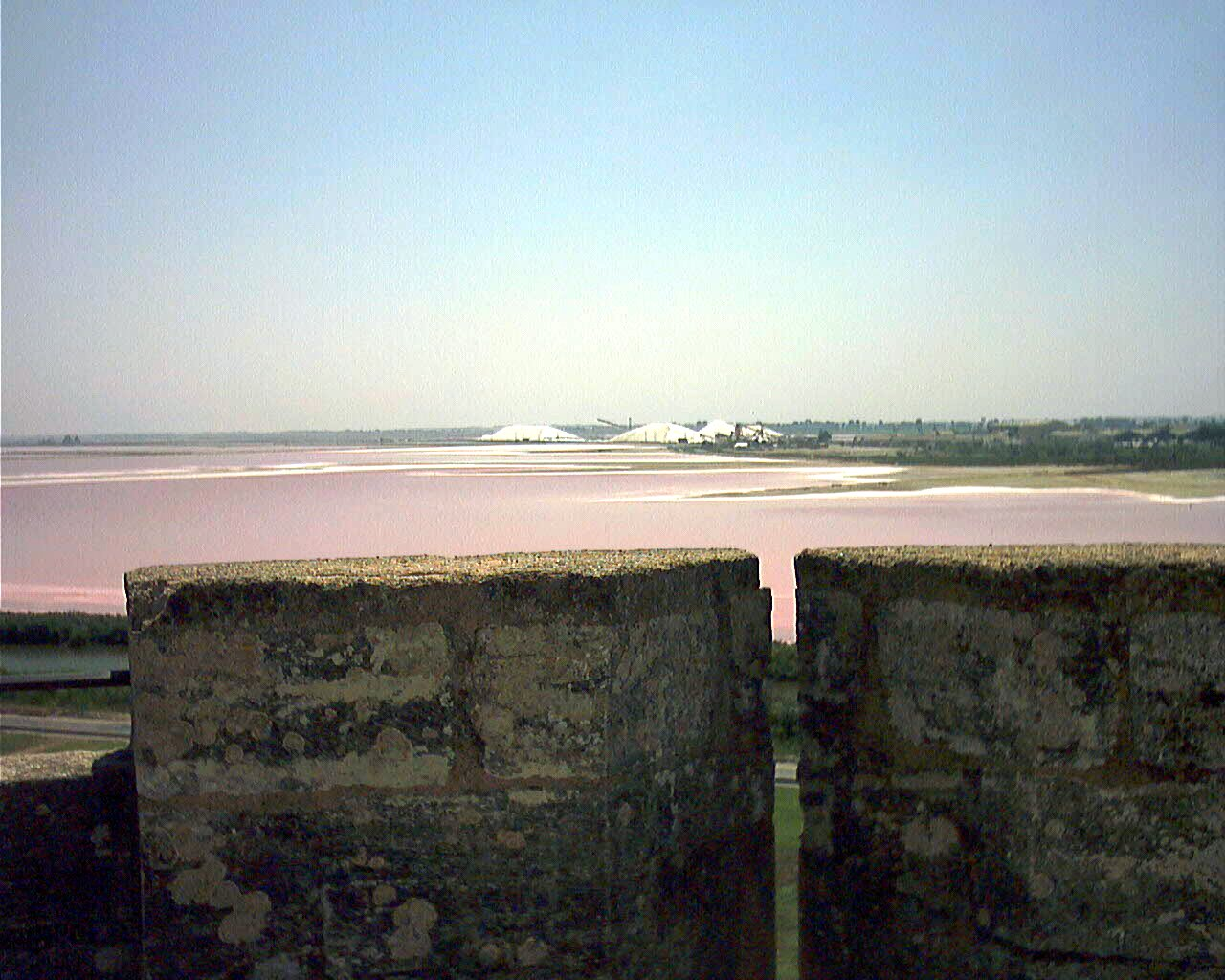
Le saline
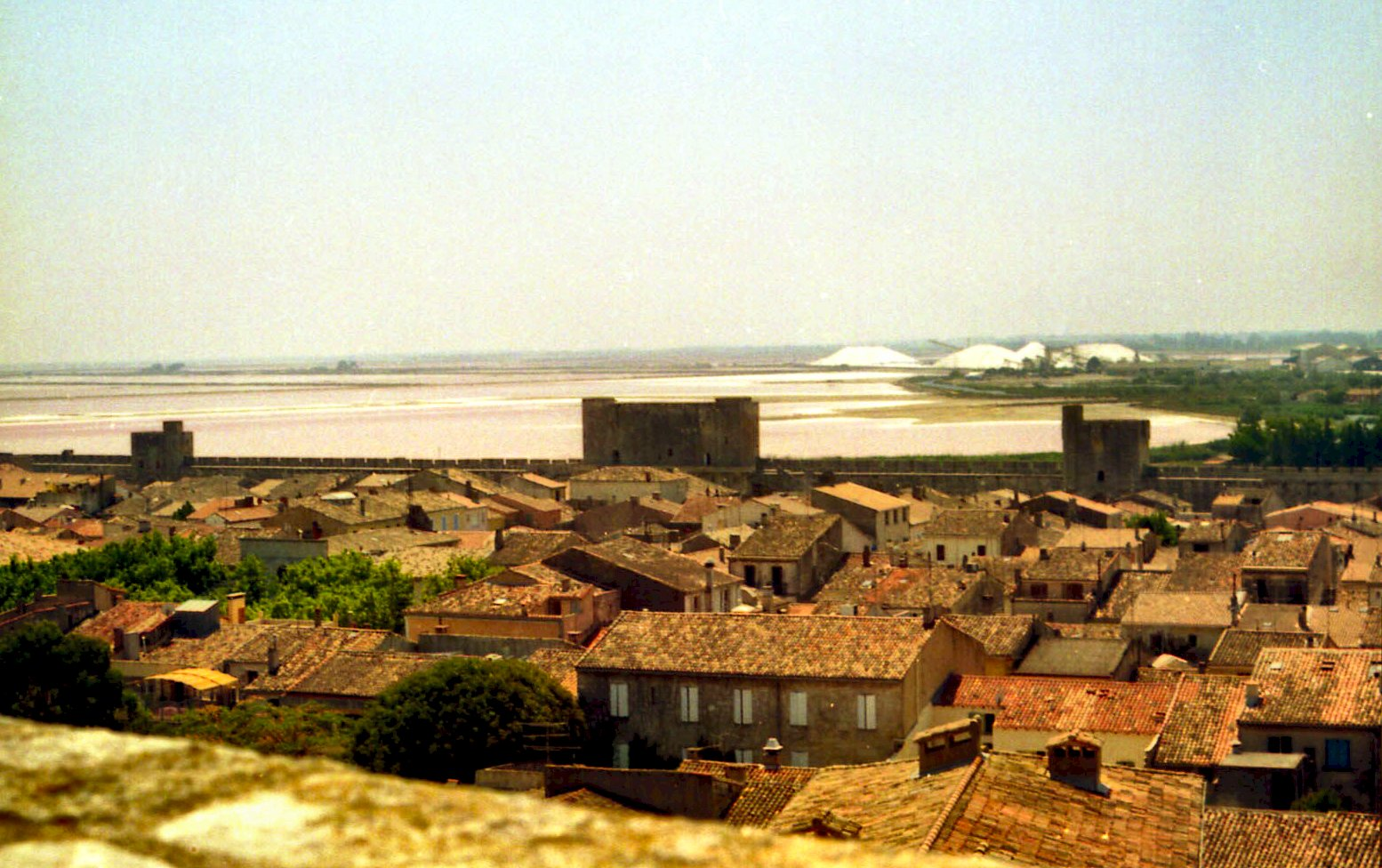
La città vista dalle mura
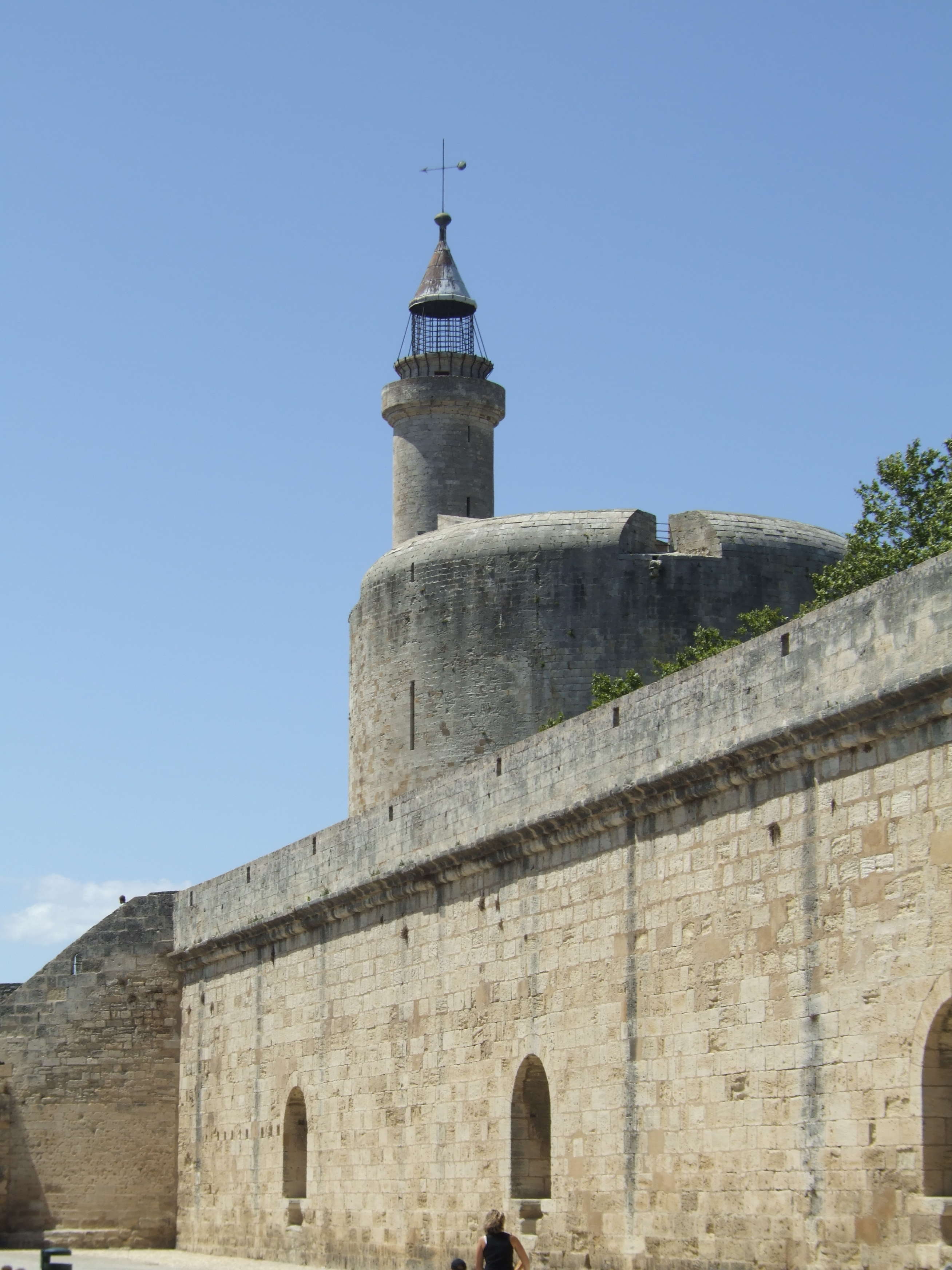
La torre di Costanza